# Asplenium comosum
Asplenium comosum är en svartbräkenväxtart som beskrevs av Christ. Asplenium comosum ingår i släktet Asplenium och familjen Aspleniaceae. Inga underarter finns listade.